# 罽賓
罽賓（けいひん、拼音：Jìbīn）は、かつて北インドのカシミール地方もしくはガンダーラ地方に在ったとされる国。

## 歴史

### 前漢の時代

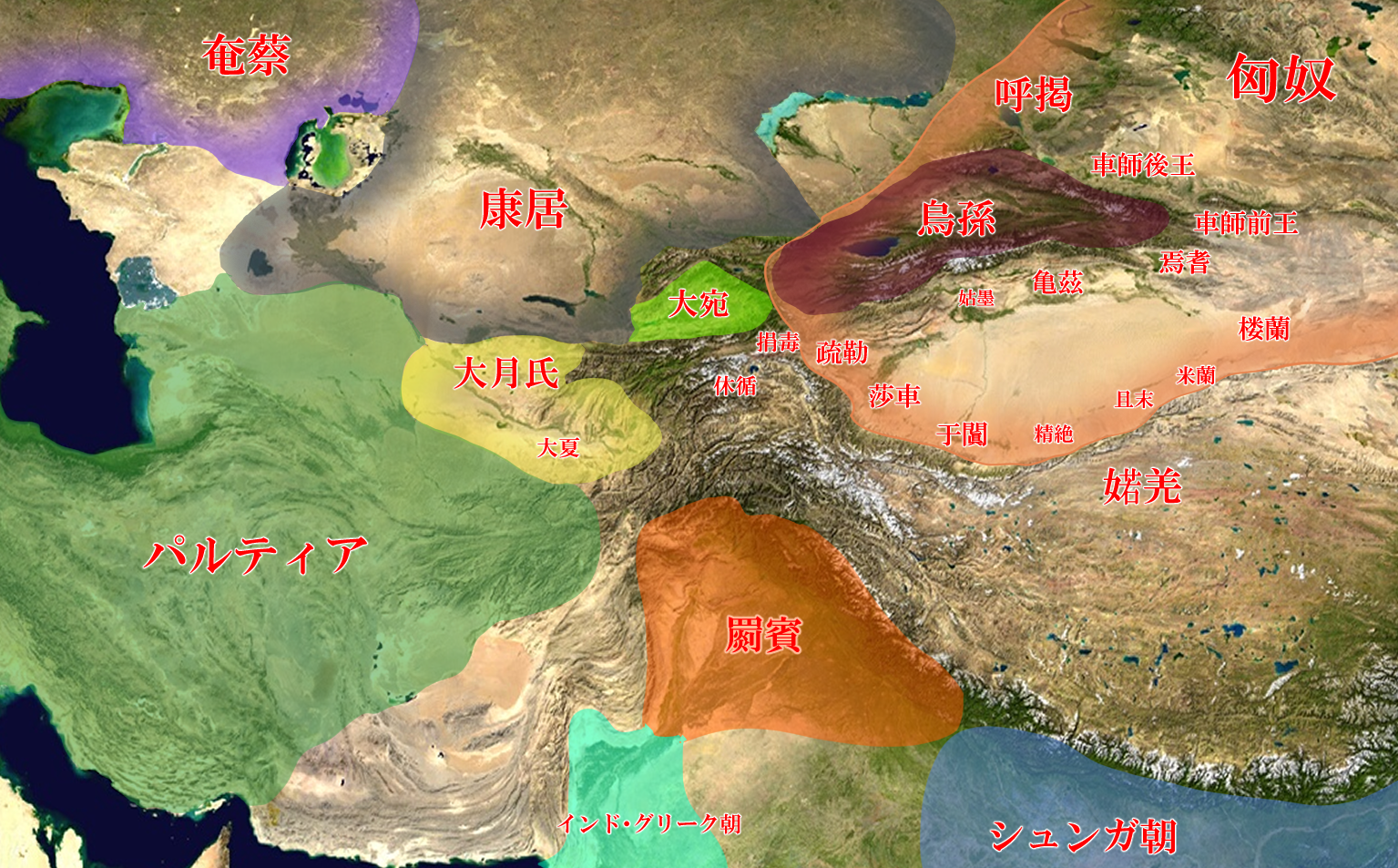
紀元前2世紀頃の中央アジアの地図

紀元前2世紀以前からイシク湖周辺に住んでいた塞族（サカ人）は、匈奴の征討を受けて逃れてきた月氏の残党（大月氏）によって駆逐され、南のパミール高原、ヒンドゥークシュ山脈を越え、カシミール地方もしくはガンダーラ地方に落ち着いて罽賓国を建てた。
武帝（在位：前141年 - 前87年）の時代、漢は罽賓国と通交し始めたが、罽賓王の烏頭労によってたびたび漢使が殺された。
烏頭労が死に、その子が代わって罽賓王となり、漢に遣使を送って奉献した。漢は関都尉の文忠をその使者につけてやり、罽賓国まで派遣した。しかし、罽賓王がふたたび文忠を殺そうとしたので、それに気づいた文忠は、容屈王子の陰末赴と共に罽賓国を攻め、罽賓王を殺し、陰末赴を新たな罽賓王とした。
その後、軍候の趙徳が罽賓国に派遣されたが、陰末赴と不和となったため、陰末赴は趙徳を拘束し、副使以下70数人を殺してしまう。罽賓国の遣使者は上書して謝ったが、孝元帝がその使者を縣度（ヒンドゥークシュ山脈）に放ち、国交を断絶した。
成帝（在位：前33年 - 前7年）の時代、罽賓国はふたたび遣使を送って謝罪してきた。そこで漢はまた使者を派遣しようとしたが、杜欽が大将軍の王鳳に説得してやめさせた。

### 後漢の時代

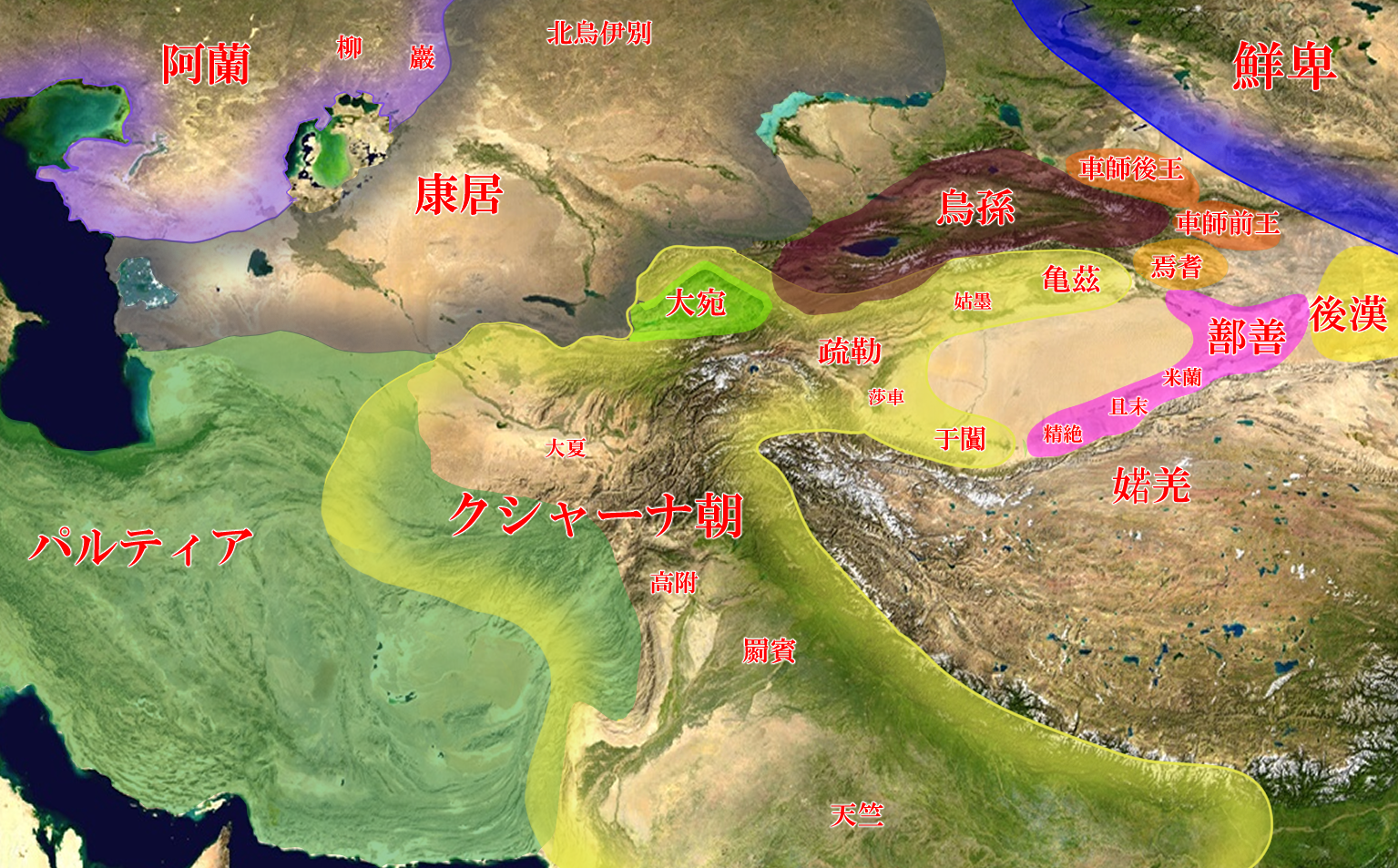
2世紀の中央アジアの勢力図

トハリスタン（大夏）において、大月氏の貴霜翕侯（クシャンきゅうこう：諸侯）であるクジュラ・カドフィセス（丘就卻）が他の四翕侯を滅ぼして、クシャーナ朝を創始した。まず、クジュラ・カドフィセスはパルティア（安息）に侵入し、高附（カーブル）の地を取った。さらに、濮達国・罽賓国をその支配下に置いた。以降、罽賓国はクシャーナ朝に属す。

### 隋唐時代
隋の煬帝（在位：604年 - 618年）の時代、煬帝が西域諸国を招集した時、30数国が隋に訪れたが、罽賓国だけは至らなかった。
唐の武徳2年（619年）、罽賓国は唐へ遣使を送って宝帯・金鎖・水精盃・酸棗のような形状の頗黎を貢納した。
貞観11年（637年）、罽賓国は唐へ遣使を送り、名馬を献上した。太宗はその誠款に喜び、繒彩を賜う。
貞観16年（642年）、罽賓国は遣使を送って褥特鼠を献上した。
顕慶3年（658年）、唐は罽賓の脩鮮城を改めて脩鮮都督府とした。
龍朔（661年 - 663年）の初め、唐は罽賓王に脩鮮州等11州諸軍事兼脩鮮都督を授けた。
開元7年（719年）、罽賓国は遣使を送って唐に入朝し、天文経一夾、秘要方並びに蕃薬等の物を献上した。これに対し唐は罽賓王を冊立して葛羅達支特勤とした。
開元27年（739年）、罽賓王の烏散特勤は高齢を理由に子の拂菻罽娑へ位を譲ることを決め、唐に上表してその許可を得てから嗣位した。
天宝4載（745年）、唐は拂菻罽娑の子の勃匐準を冊立して罽賓国王及び烏萇国王とし、左驍衛将軍を授けた。
乾元元年（758年）、罽賓国は遣使を送って朝貢した。

## 地理
中国史書には「罽賓の地は平ら」、「四山中に居り」、「葱嶺（パミール高原）の南」とあり、カシミール地方もしくはガンダーラ地方だと思われる。
首都は『漢書』で循鮮城、『魏書』で善見城、『新唐書』で脩鮮城となっている。顕慶3年（658年）には脩鮮都督府が置かれた。

## 習俗
気候は温暖または蒸し暑く、苜蓿、雑草、奇木、檀、槐、梓、竹、漆が生育し、農業では五穀や葡萄などが植えられる。人々は冬に生野菜を食べる。また、彫文・刻鏤・治宮室・織罽・刺文繍に巧みであり、金・銀・銅・錫で器も造る。
街には市が立ち並び、金銀を銭とし、そのコインには騎馬と人面が描かれる。
封牛、水牛、象、大狗、沐猴、孔雀、珠璣、珊瑚、琥珀、璧琉璃が生息し、人々は象に乗って移動する。
宗教は仏教を信奉する。
『梁書』によると、扶桑では大明2年（458年）に罽賓国から僧が来て仏教をもたらしたとされる。

## おもな罽賓王

### 前漢の時代
- 烏頭労
- 罽賓王…烏頭労の子で、名が不明。
- 陰末赴…もと容屈王子で、漢によって立てられる。

### 唐の時代
- 馨孽…始祖
- 曷擷支…馨孽から数えて12代目。
- 葛羅達支特勤
- 烏散特勤
- 拂菻罽娑…烏散特勤の子。
- 勃匐準…拂菻罽娑の子。

## 参考資料
- 『漢書』（西域伝）
- 『後漢書』（西域伝）
- 『三国志』（裴注『魏略』西戎伝）
- 『魏書』（列伝第九十）
- 『北史』（列伝第八十五）
- 『旧唐書』（列伝第一百四十八）
- 『新唐書』（列伝第一百四十六上、列伝第一百四十六下）
- 玄奘（水谷真成訳注）『大唐西域記2』（平凡社、2000年）